# Territori de Florida

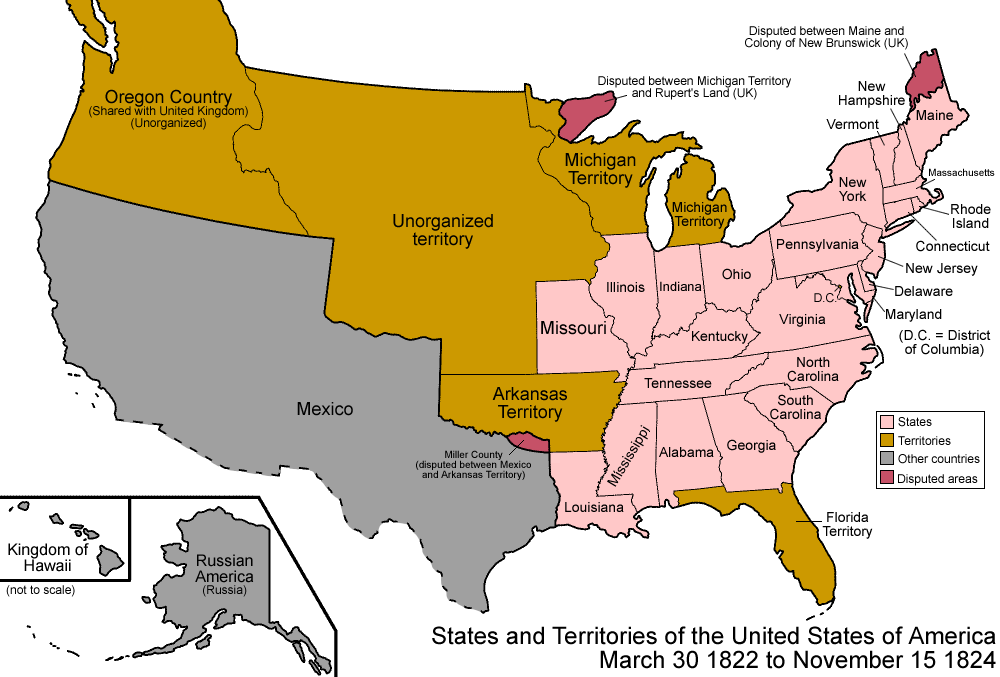
Mapa dels estats i territoris dels EUA entre els anys 1822 i 1824.

El Territori de Florida va ser un territori organitzat incorporat als Estats Units que va existir del 30 de març de 1822 al 3 de març de 1845, quan va ser admès a la Unió com l'Estat de Florida. Originalment, el territori espanyol de La Florida, i més tard les províncies Oriental i Occidental de la Florida, havien estat cedides als Estats Units com a part del Tractat d'Adams-Onís (1819).

## Història

### Antecedents

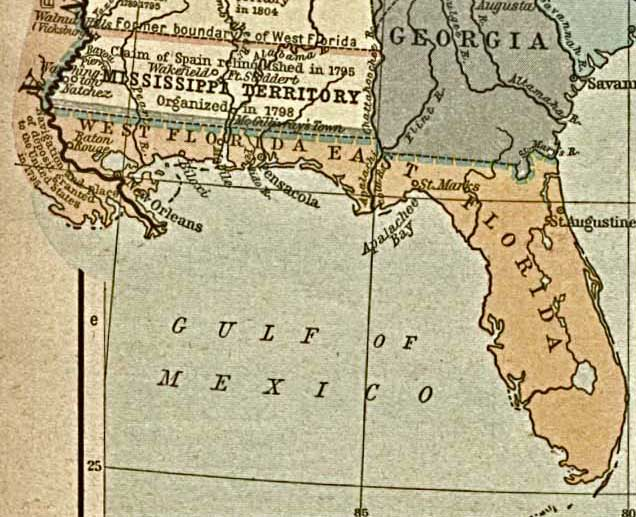
Les Florides l'any 1803.

Els europeus van arribar a Florida amb Juan Ponce de León el 1513, qui va reclamar la terra com a possessió d'Espanya. Va continuar sent una possessió espanyola fins al final de la Guerra dels Set Anys (1763), quan Espanya la va cedir al Regne de la Gran Bretanya a canvi de l'alliberament de l'Havana. El 1783, després de la Revolució Americana, Gran Bretanya va cedir-la a Espanya sota les disposicions del Tractat de Versalles (1783). Aquest segon mandat espanyol va ser influenciat pels Estats Units propers. Hi va haver disputes frontereres al llarg dels límits amb l'estat de Geòrgia i qüestions sobre l'ús nord-americà del Mississipi. Aquests conflictes van ser suposadament resolts pel Tractat de Madrid (1795), que, entre altres coses, va consolidar la frontera de Florida i Geòrgia al llarg del paral·lel 31.

### Participació estatunidenca abans de 1821
El 1812, les forces dels Estats Units i els "patriotes" de Geòrgia van envair Florida en la "Guerra Patriota" per a protegir els interessos estatunidencs, sense èxit. El president James Madison va retirar el seu suport, i a les autoritats espanyoles se'ls va prometre una ràpida sortida de les tropes estatunidenques.
El govern espanyol va oferir llibertat als esclaus fugitius si es convertien al catolicisme i acceptaven un servei militar. Sota una gran pressió dels Estats Units, a finals del segle xviii Espanya va reduir aquesta política a pràcticament res, i els esclaus van continuar fugint a Florida, on van ser protegits pels indígenes de Florida, anomenats seminola. Aquests vivien en un sistema semi-feudal, i van donar protecció als "negres", mentre que aquests antics esclaus, que sabien conrear, compartien cultius amb els indígenes. Malgrat els esclaus fugits encara eren considerats inferiors pels seminola, tots dos grups vivien en harmonia. Els esclavistes de Geòrgia i la resta del Sud es van enfurismar per aquesta situació, ja que els esclaus continuaven escapant a Florida.
El 1818, després d'anys de conflictes addicionals que implicaven indígenes, esclaus fugitius i colons, el general Andrew Jackson va escriure al president James Monroe informant-li que invaïria Florida. L'exèrcit de Jackson va sortir de Tennessee en direcció a la Florida Panhandle, i els oficials espanyols van lliurar les fortificacions costaneres de Fort San Marcos (a Florida Oriental), i, unes sis setmanes més tard, Fort Barrancas i Pensacola (a Florida Occidental).

### Tractat d'Adams-Onís
El 22 d'agost de 1819, John Quincy Adams i Luis de Onís van signar el Tractat d'Adams-Onís, també conegut com a Tractat Transcontinental, però no va entrar en vigor fins que va ser ratificat per Espanya el 24 d'octubre de 1820 i pels Estats Units el 19 de febrer de 1821. Els Estats Units van rebre Florida en virtut de l'article 2 i van heretar les reclamacions espanyoles del Territori d'Oregon segons l'article 3, mentre cedien totes les seves reclamacions de Texas a Espanya amb l'article 3 (amb la independència de Mèxic el 1821, el Texas espanyol es convertiria en territori mexicà); el tractat també es comprometia a indemnitzar amb fins a 5.000.000$ en reclamacions de ciutadans estatunidencs contra Espanya en virtut de l'article 11, i segons el 15 els béns espanyols rebien privilegis exclusius de tarifes nacionals més favorables als ports de Pensacola i Saint Augustine durant dotze anys.

### Florida Territorial i Guerres Seminola
El president James Monroe va ser autoritzat el 3 de març de 1821 per prendre possessió de les Florides Oriental i Occidental, i a partir de llavors Andrew Jackson va fer les funcions de governador del territori fins a desembre de 1821. El 30 de març de l'any següent els Estats Units van fusionar Florida Oriental amb part del que abans era Florida Occidental en el nou Territori de Florida. William Pope Duval es va convertir en el primer governador oficial i poc després, un cop es va haver eliminat una tribu seminola d'aquella la terra, es va establir la capital a Tallahassee.
El conflicte central del Territori de Florida van ser els habitants seminola. El govern federal i la majoria dels colons "blancs" desitjaven que tots els indis de Florida emigressin cap a l'oest. El 28 de maig de 1830 el Congrés va aprovar la Llei de Deportació d'Indis, que exigia que tots els nadius americans es traslladessin a l'oest del riu Mississipi. La Llei en si no significava gaire a Florida, però va establir el marc per al Tractat de Payne's Landing, que va ser signat per un consell de caps seminola el 9 de maig de 1832. Aquest tractat declarava que tots els habitants de seminola de Florida havien de ser reubicats cap a 1835, donant-los tres anys per fer-ho. Va ser en aquesta reunió que el famós Osceola va expressar per primera vegada la seva decisió de lluitar.
A principis de 1835, Osceola i els aliats seminola van començar una guerra de guerrilles contra les forces estatunidenques. Diversos generals van lluitar i van fracassar, sucumbint a la calor i la malaltia, així com a la falta de coneixement de la terra. No va ser fins que el general Thomas Jesup va capturar molts dels principals caps seminola (incloent-hi Osceola, que va morir en captivitat a causa d'una malaltia) que les batalles van anar disminuint, i els seminola es van veure obligats a migrar. En el moment en què Florida es va convertir en el 27è estat de la Unió, el 3 de març de 1845, gairebé tots els seminoles havien anat, a excepció d'un petit grup que vivia als Everglades.